# Franciszek II Burbon
Franciszek II, właśc., wł. Francesco d’Assisi Maria Leopoldo (ur. 16 stycznia 1836, zm. 27 grudnia 1894) – król Obojga Sycylii w latach 1859–1861, Sługa Boży Kościoła katolickiego.
Syn i następca Ferdynanda II Burbona, oraz jego żony Marii Krystyny Sabaudzkiej. Franciszek II był ostatnim królem Neapolu z dynastii Burbonów.
8 stycznia 1859 poślubił Marię Zofię Wittelsbach, księżniczkę bawarską i młodszą siostrę cesarzowej austriackiej – Elżbiety „Sissi”. Ich jedynym dzieckiem była córka Krystyna.

## Tron

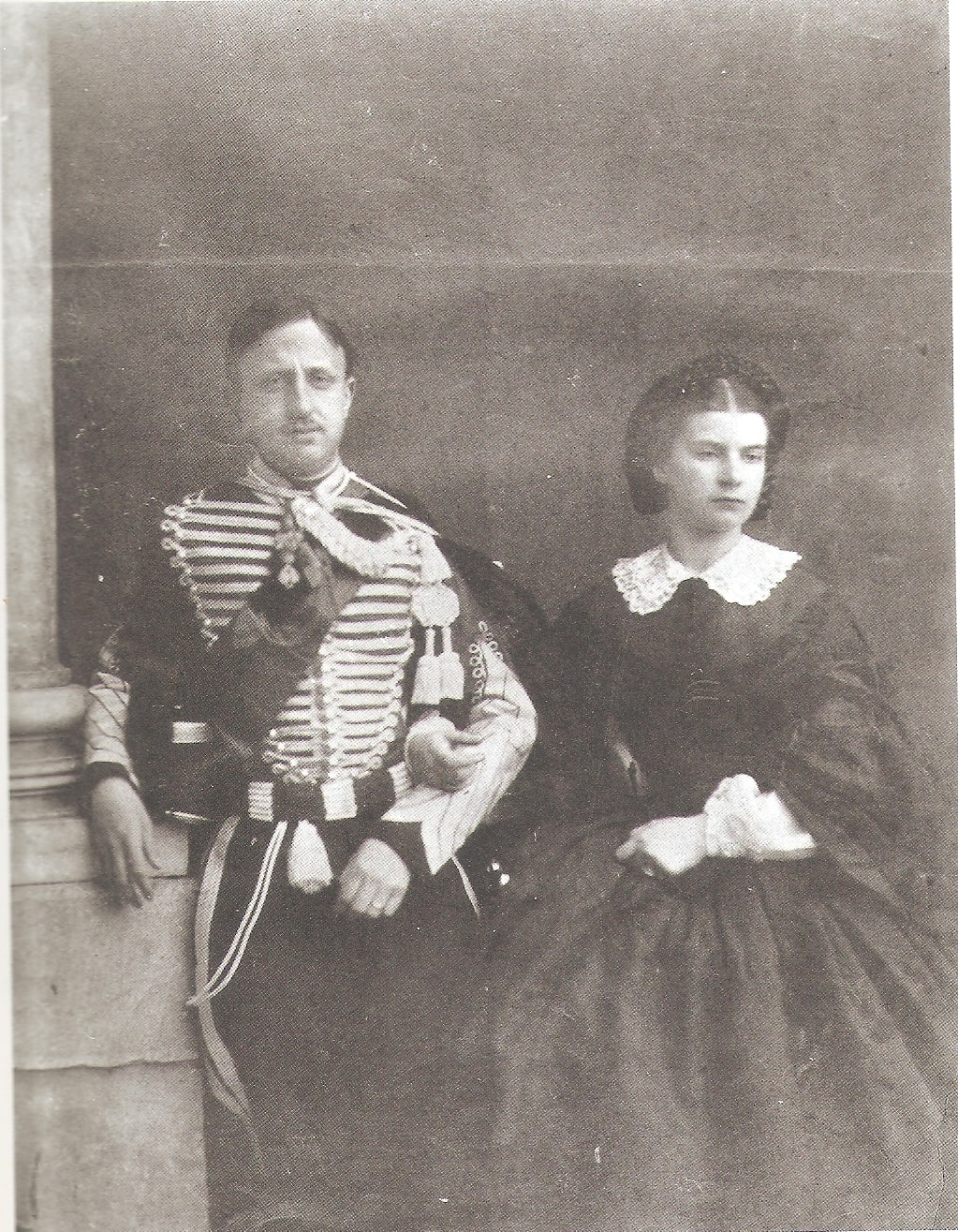
Franciszek II z żoną

Franciszek odziedziczył tron po śmierci ojca (22 maja 1859). Tego samego roku mianował premierem Carla Filangieriego – ten zdając sobie sprawę ze znaczenia kolejnych zwycięstw armii francusko–piemonckiej w Lombardii, doradził Franciszkowi zaakceptowanie przymierza z Sardynią (proponowanego przez Camilla Cavoura). Cavour zaproponował podzielenie ziemi papieskich między Sardynię i Sycylię, jednak król odmówił zawarcia tego przymierza twierdząc, iż jest to świętokradztwo. Filangieri natomiast mocno popierał projekt konstytucji, twierdząc, że tylko ona może uratować dynastię. Król odmówił ponownie i premier podał się do dymisji.

## Problemy
W Kalabrii i na Sycylii rewolucyjne partie ciągle spiskowały, aby obalić Franciszka. W tym samym czasie Giuseppe Garibaldi przygotowywał swoją wyprawę na południe. Spiski na Sycylii zostały wykryte, a winni surowo ukarani; mimo tego Rosalinowi Pile i Francesku Crispiemu udało się wzniecić powstanie, które wykorzystał Garibaldi. W maju 1860 wylądował w miejscowości Marsala, wraz ze słynnym tysiącem czerwonych koszul. Opanowanie Sycylii zajęło Garibaldiemu kilka dni przy minimalnych stratach własnych. Ludność wyspy wiwatowała na jego cześć.

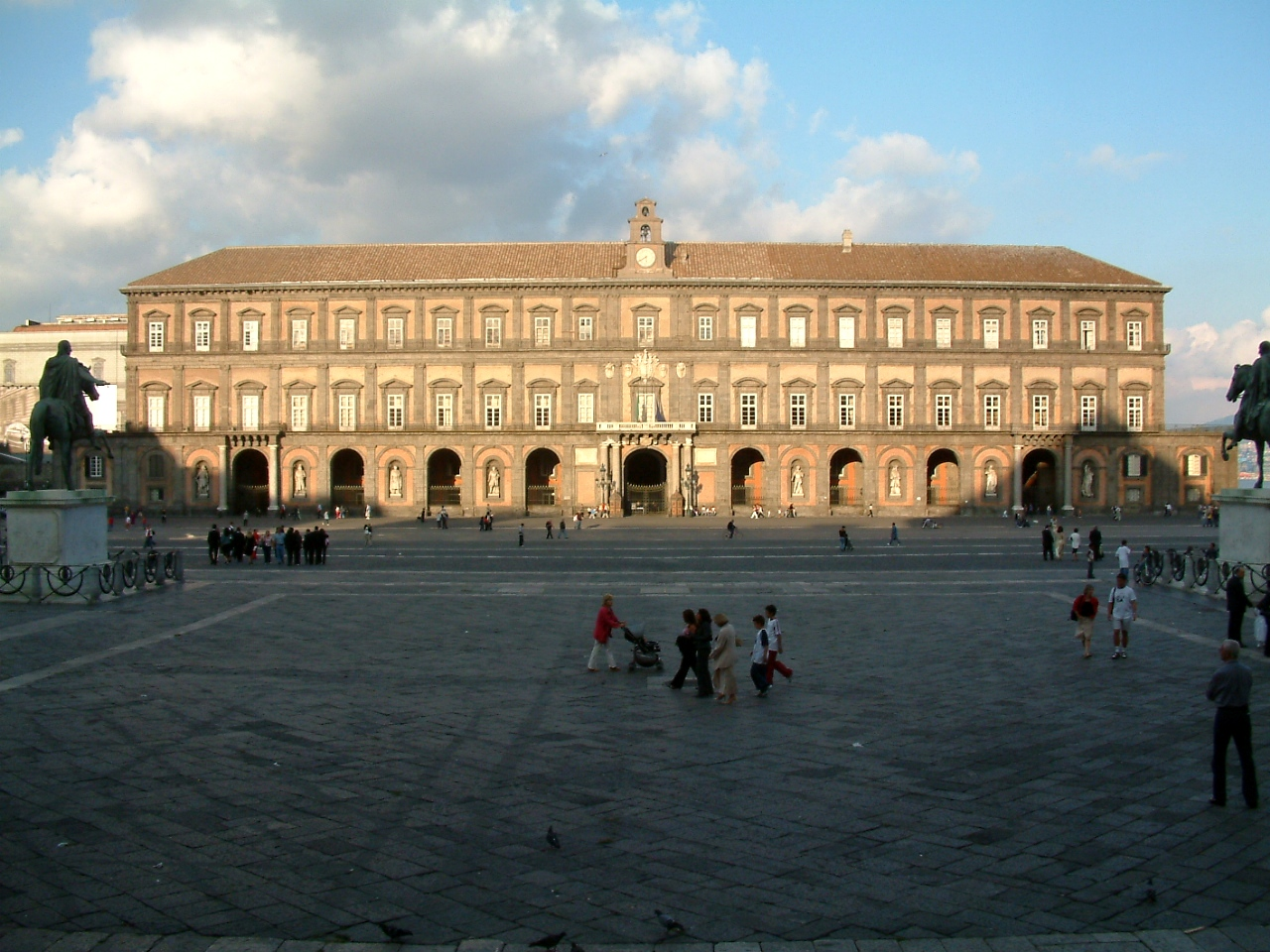
Pałac Królewski w Neapolu

Te wydarzenia wreszcie przestraszyły Franciszka, który zgodził się na uchwalenie konstytucji, ale to z kolei spowodowało rozruchy w Neapolu i dymisje kolejnych ministrów. Nowym premierem został Liborio Romano. Dezintegracja armii i marynarki, wywołała apatię społeczeństwa. Cavour wysłał jeden z piemonckich oddziałów na granicę, żeby obserwował dalszy rozwój wydarzeń. Garibaldi przekroczył cieśninę mesyńską i kierował się na północ – wszędzie przyjmowano go jak wyzwoliciela. Wreszcie po długich wahaniach, naradziwszy się z Romanem i na apel samego Garibaldiego, 6 września Franciszek opuścił Neapol. Towarzyszyła mu żona Maria Zofia, dwór oraz dyplomaci (oprócz francuskich i angielskich). Wszyscy udali się morzem do Gaety, gdzie stacjonowała większa część armii. Następnego dnia entuzjastycznie witany Garibaldi wkroczył do Neapolu i powołał prowizoryczny rząd.
Król Sabaudii, Wiktor Emanuel II zdecydował się na inwazję na ziemie papieskie i dalej do Królestwa Obojga Sycylii. 1 i 2 października oddziały Garibaldiego pokonały neapolitańskich rojalistów pod Volturno; w tym samym czasie padła Kapua.
Jedynie Gaeta, Messina i Civitella del Tronto dalej stawiały opór – ich oblężenie rozpoczęło się 6 listopada. Królewscy małżonkowie zachowywali się spokojnie i z godnością, nawet gdy przybyła francuska flota. Stawiali opór aż do 12 lutego 1861, kiedy Gaeta skapitulowała. Królestwo Obojga Sycylii, zgodnie z wynikami przeprowadzonego plebiscytu, zostało włączone do Królestwa Włoch.
Franciszek i Maria Zofia wiedli później wędrowne życie, podróżując po Austrii, Francji i Bawarii. Franciszek zmarł w Arco, w Trydencie (wówczas na terytorium Austro-Węgier, obecnie w północnych Włoszech). Maria, umierając w roku 1925, liczyła sobie 83 lata.
W grudniu 2020 roku kardynał Crescenzio Sepe rozpoczął jego proces beatyfikacyjny na poziomie archidiecezji Neapolu.